# Есенинский бульвар
Есе́нинский бульва́р — улица бульварного типа на юго-востоке Москвы, в районе Кузьминки Юго-восточного административного округа. Соединяет улицы Фёдора Полетаева и Юных Ленинцев. Назван в 1964 году в честь поэта С. А. Есенина, родившегося в Рязанской губернии.

## Расположение
Есенинский бульвар начинается от улицы Фёдора Полетаева в месте её изгиба между домами № 24 и № 28. Между домами № 4/15 и № 6/26 в бульвар вливается улица Шумилова. Бульвар разделён на две практически равные части Волгоградским проспектом. Заканчивается Есенинский бульвар перекрёстком с улицей Юных Ленинцев, напротив северного входа в Кузьминский парк.

## Организация автомобильного движения
Есенинский бульвар имеет две проезжих части, разделённых сквером. В каждой проезжей части — по две полосы для движения автомобилей. Сквозного автомобильного движения между двумя частями бульвара, разделёнными Волгоградским проспектом, нет. Пешеходное сообщение между частями бульвара осуществляется по подземному переходу под Волгоградским проспектом (по нечётной стороне бульвара). Имеются бессветофорные выезды с Есенинского бульвара на Волгоградский проспект и его дублёры и въезды с проспекта и его дублёров на бульвар. В местах пересечений с Есенинским бульваром на дублёрах Волгоградского проспекта движение становится двухсторонним для возможности разворота при движении по бульвару. Въезжающие на бульвар с Волгоградского проспекта имеют преимущество перед едущими по дублёру проспекта, а едущие по дублёру — перед выезжающими с бульвара на проспект. На пересечениях с улицами Фёдора Полетаева и Юных Ленинцев имеются светофоры.

## Общественный транспорт
Ближайшие к Есенинскому бульвару станции метро: «Кузьминки» (расстояние ~900 м), «Рязанский проспект» (~1600 м), «Волжская» (~2300 м), «Окская» (~1500 м).
Остановки наземного общественного транспорта:
- «Библиотека» (на пересечении с улицей Фёдора Полетаева): автобусы 115, 731(быв.159).
- «Есенинский бульвар» (на пересечении с Волгоградским проспектом): автобусы м89, 99, 143, 143к, 159, 169, 491, 471, 551, 551к, 569, 655.
- «Есенинский бульвар — Школа имени маршала Чуйкова» (на пересечении с улицей Юных Ленинцев): автобусы Вк, Вч, т27, т38, 471.

По Есенинскому бульвару на участке между Волгоградским проспектом в середине 60-х годов проходили маршруты автобусов 68, 77. С 1 января 1967 года в связи с открытием Ждановского радиуса Московского метрополитена эти маршруты были отменены и впоследствии общественный транспорт непосредственно по Есенинскому бульвару не ходил. На 2020 год через бульвар проходит маршрутное такси 115м (с одной остановкой)  — от улицы Фёдора Полетаева до Волгоградского проспекта, но только по чётной стороне в сторону проспекта.

## Здания
Нечётная сторона
- 1/26 корпус 1: жилой дом;
Почтовое отделение 109378;
магазин «Тюль и Шторы»;
аптека № 5/140 ГУП «Столичные аптеки»;
Гастроном «Кристалл»;
- 1/26 корпус 2: жилой дом;
- 1/26 корпус 3:
- 3: жилой дом;
- 3 корпус 2:
- 9 корпус 1: Городская поликлиника № 89;
- 9 корпус 1 строение 2:
- 9 корпус 1 строение 4:
- 9 корпус 2:
- 9 корпус 3: жилой дом
- 11 корпус 1: жилой дом;
- 11 корпус 2:
- 11 корпус 2 строение 2:

Чётная сторона
- 2/24: жилой дом;
- 6к2: жилой дом 1963 года (снесён по реновации в конце 2022 года)[5]
- 12 корпус 1: Детская городская поликлиника № 59;
- 12 корпус 2: Средняя общеобразовательная школа № 620;
- 14 корпус 1: жилой дом;
«Локальный центр мониторинга района Кузьминки»;
Оперативная диспетчерская служба АТСЖ «ДЭЗ»;
- 14 строение 2: трансформаторная подстанция;
- 14 строение 2: ЦТП ОАО «МОЭК», абонентский № 0202/017;
- 14 корпус 2: Центр образования № 1408;
- 16: жилой дом.

## Памятники

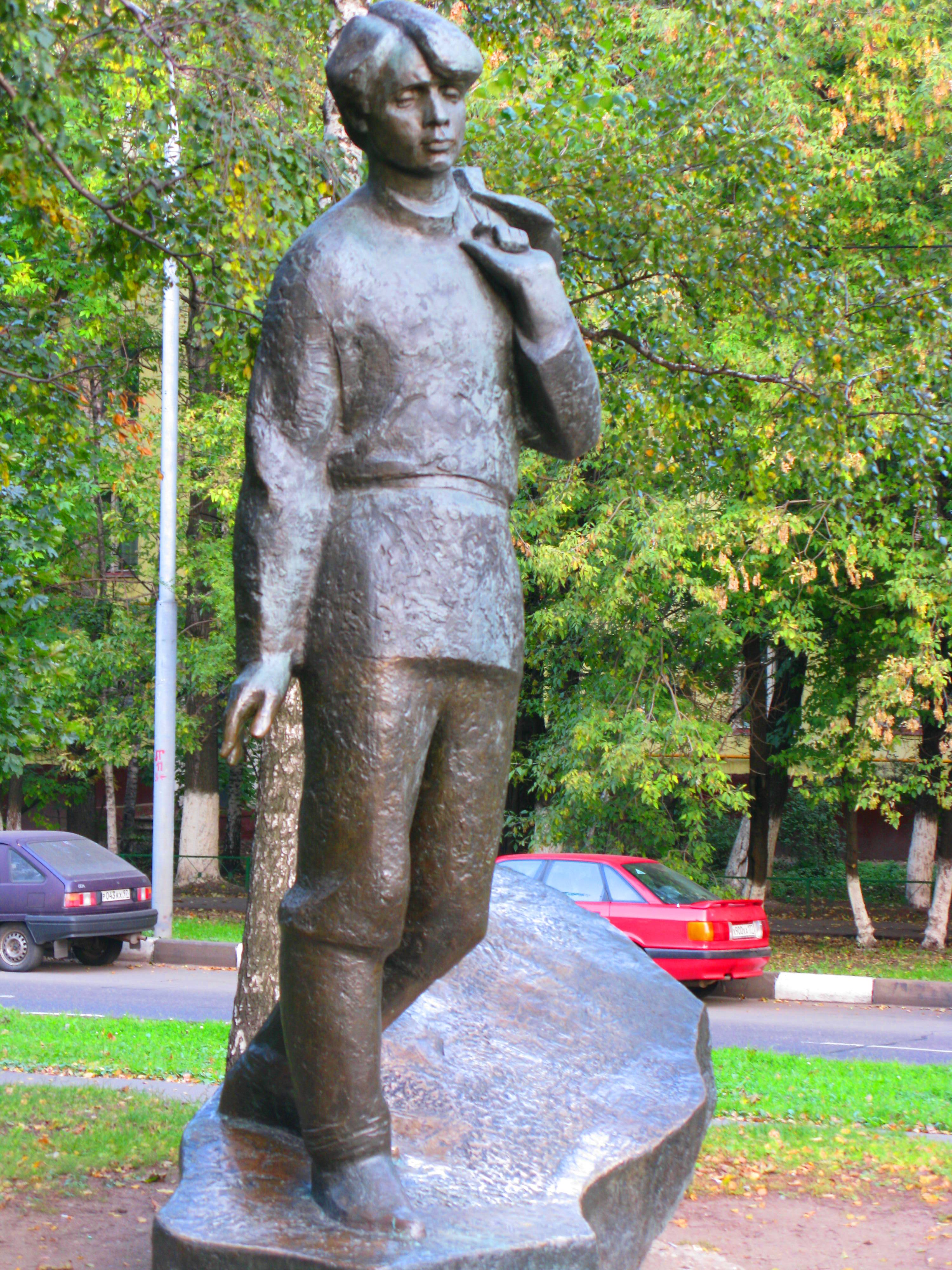
Сергей Есенин в Кузьминках.

На Есенинском бульваре имеется три памятника, все расположены в сквере, разделяющем проезжие части. 
Памятник Фёдору Полетаеву расположен на пересечении с улицей имени героя. Представляет собой бюст, стоящий на колонне с высеченным именем и фамилией, и полированную плиту с фамилией, именем, отчеством, годами жизни, званиями и кратким описанием подвига. Все части монумента изготовлены из красного гранита. 
Памятник Сергею Есенину расположен у пересечения Есенинского бульвара с Волгоградским проспектом. Представляет собой бронзовую фигуру молодого поэта в полный рост на небольшом бронзовом же постаменте. Никаких надписей памятник не имеет. 
Также, по другую сторону Волгоградского проспекта, на бульваре имеется памятник защитникам Москвы. Представляет собой окрашенную в белый цвет плиту со скруглённым верхом. В навершии — православный крест, на фасаде — барельеф в виде каноничного (елеуса) изображения Богородицы с младенцем, внизу фасада — надпись «Защитникам Москвы от благодарных жителей Кузьминок».